# Kamenice (přítok Nežárky)
Kamenice (německy Kamnitz) je malá řeka v okresech Pelhřimov a Jindřichův Hradec, jedna ze zdrojnic Nežárky. Délka jejího toku činí 29,5 km. Plocha povodí měří 163,8 km².

## Průběh toku
Pramení v lesích severozápadně od Těmic v nadmořské výšce cca 670 m. Protéká výše zmíněnou obcí, dále pak Kamenicí nad Lipou, kde zprava přibírá svůj největší přítok, který se nazývá Včelnička. Odtud teče Kamenice jižním směrem, protéká Žďárem, Novou Včelnicí a nakonec Jarošovem nad Nežárkou, kde se v nadmořské výšce 471 m stéká s říčkou Žirovnicí, spolu s níž vytváří řeku Nežárku (dříve zvanou Včelnice).

### Větší přítoky
- levé – Drahoňovský potok, Lhotský potok, Krupčinský potok
- pravé – Drachovský potok, Včelnička, Rosička

## Vodní režim
Průměrný průtok Kamenice u ústí činí 1,17 m³/s.

## Využití
Na jejím toku se nachází několik vodních nádrží, např. Pecovský rybník severně od Kamenice nad Lipou.